# Tokyo Ska Paradise Orchestra
Pour les articles homonymes, voir TSPO.
Tokyo Ska Paradise Orchestra (東京スカパラダイスオーケストラ, aussi appelé TSPO ou Skapara) est un groupe japonais de ska-jazz, originaire de Tokyo.
Formé en 1989 par Asa-Chang (qui quittera le groupe en 1993) en regroupant des amis de lycée, le groupe change de nombreuses fois de membres avant d'atteindre une forme plus stable. Les musiciens suivants en représentent le noyau dur : Oki Yuichi, Kitahara Masahiko, Nargo, Gamo, Kawakami Tsuyoshi, Hiyamuta Tatsuyuki et Yanaka Atushi.

## Histoire
Le premier album du groupe est un disque éponyme de six titres (EP), sorti en 1989 sur vinyle par le label indépendant local Kokusai Records. L'acceptation de ce disque, couplée aux concerts du groupe, leur permet d'obtenir un contrat avec Epic Records. À cette époque, la formation « classique » du groupe comprend : Asa-Chang (percussions), Tsuyoshi Kawakami (basse), Tatsuyuki Aoki (batterie), Yuichi Oki (claviers), Marc Hayashi (guitare), Tatsuyuki Hiyamuta (sax alto/agitate man), Gamo (sax ténor), Atsushi Yanaka (sax baryton), Nargo (trompette), Masahiko Kitahara (trombone) et Cleanhead Gimura (chant). Yuhei Takeuchi (saxophone alto) faisait partie de la formation originale, mais quitte le groupe en 1990, bien qu'il l'ait réintégré à plusieurs reprises.
Pour l'album Wild Peace, sorti en 2006, le groupe recrute de nouveau trois chanteurs invités : Chara, Hanaregumi et Hiroto Komoto (The High-Lows). Comme le titre Downbeat Alley, les singles de cet album deviennent de grands succès, et le groupe enregistre également un DVD lors du dernier concert de la tournée, avec les trois chanteurs. Ils tournent à nouveau en Europe avec ce disque. Le DVD Smile est publié pour documenter cette tournée.
Perfect Future suit peu après, avec des tendances plus jazz et un seul chanteur invité, Fumio Ito (de Kemuri). Kin-Ichi Motegi a également enregistré une piste vocale pour cet album. Quelques mois après la sortie de Perfect Future, Tatsuyuki Hiyamuta, essentiellement leader du groupe en concert, décide de le quitter afin de se concentrer sur la guérison de ses jambes, à la suite d'un accident dont il a été victime en 1996. Le groupe décide de ne pas le remplacer, restant ainsi un groupe de neuf musiciens.
Au début de 2009, Paradise Blue sort, avec le premier changement de line-up depuis près de dix ans. Cet album marque le 20e anniversaire de la sortie du premier EP du groupe, et le groupe part en tournée au Japon pour soutenir l'album.
2010 assiste à la sortie de World Ska Symphony, avec des voix invitées de Tamio Okuda, Crystal Kay et Kazuyoshi Saito. Ils jouent au festival Vive Latino à Mexico en avril 2011, leur premier concert en Amérique latine. Ils jouent au Coachella en Californie le 12 avril 2013,.
En 2014, le groupe célèbre son 25e anniversaire. Pour la sortie de Ska Me Forever, l'album comprend des voix invitées de 10-Feet, MONGOL800, et Asian Kung-Fu Generation,. En octobre 2014, le groupe sort Ska Me Forever Mexican Edition, édité par Casete, qui comprend un CD bonus avec 2 chansons spéciale : Cielito Lindo et un arrangement du tube Eres de Café Tacvba. Ils donnent également un concert à Mexico pour promouvoir cette édition devant plus de 6 000 spectateurs, ce qui en fait leur concert solo le plus suivi en Amérique du Nord.
En 2020, le groupe compose et interprète les chansons d'ouverture et de fin de la série Tokusatsu Kamen Rider Saber.

## Membres
- Kitahara Masahiko — trombone
- Yanaka Atushi — saxophone baryton
- Gamo — saxophone ténor
- Nargo — trompette
- Kato Takashi — guitare
- Kawakami Tsuyoshi — basse et contrebasse
- Oki Yuichi — claviers
- Kinichi Motegi — batterie
- Ohmori Hajime  — percussions (bongos, etc.)

## Discographie
(juillet 2024).

### Albums studio
- Skapara Toujou (01/05/1990 Epic Records)
- Tokyo Ska Paradise Orchestra (01/12/1990 Epic Records) (réédition chez Epic Records de l'album vinyle éponyme)
- World Famous (21/06/1991 Epic Records)
- Pioneers – (21/03/1993 Epic Records)
- Fantasia – (21/04/1994 Epic Records)
- Grand Prix – (21/06/1995 Epic Records)
- Tokyo Strut – (02/09/1996 Epic Records)
- Arkestra – (26/08/1998 Avex Trax)
- Full-Tension Beaters – (26/07/2000 Avex Trax) (28/11/2000 Grover Records)
- Stompin' on Down Beat Alley – (22/05/2002 Cutting Edge)
- High Numbers – (05/03/2003 Cutting Edge)
- Answer – (09/03/2005 Cutting Edge)
- Wild Peace – (07/06/2006 Cutting Edge)
- Perfect Future – (26/03/2008 Cutting Edge)
- Paradise Blue – (04/02/2009 Cutting Edge)
- World Ska Symphony – (10/03/2010 Cutting Edge)
- Goldfingers – (mini-album 27/10/2010 Cutting Edge)
- Sunny Side of the Street – (mini-album 03/08/2011 Avex Trax)
- On the Remix – (mini-album 08/02/2012 Cutting Edge) (contient des remix et un inédit)
- Walkin' – (21/03/2012 Cutting Edge)
- Desire – (14/11/2012 Cutting Edge/Revolution Recordings)
- Diamond in Your Heart – (03/07/2013 Cutting Edge)
- Ska Me Forever – (13/08/2014 Cutting Edge)
- Tokyo Ska Plays Disney – (23/12/2015 Walt Disney Records)

### Albums live
- Tokyo Ska Paradise Orchestra Live – (21/03/1991 Epic Records)
- Gunslingers ~Live Best~ – (14/03/2001 Avex Trax)
- On Tour – (04/02/2004 Cutting Edge) (Live at Eurockéennes de Belfort 2003 en bonus sur l'édition limitée)
- Perfect Future: Live at Montreux Jazz Festival – (26/03/08 Cutting Edge) (en bonus sur l'édition limitée de Perfect Future)
- Justa Radio "25th Anniversary Hall Tour 2014 [Ska Me Crazy]" – (13/08/2014) (en bonus sur l'édition limitée de Ska Me Forever)
- The Last 〜Live〜 – (02/03/2016 Cutting Edge)

### Singles
- Monster Rock – (21/04/1990 Epic Records)
- Eikou no Countdown – (21/01/1991 Epic Records)
- Hole in One – (21/06/1991 Epic Records)
- World Famous Remix – (25/12/1991 Epic Records)
- Burning Scale – (02/12/1992 Epic Records)
- Marai no Tara – (01/05/1993 Epic Records)
- Gold Rush – (21/08/1993 Epic Records)
- Happening – (23/10/1993 Epic Records)
- Blue Mermaid – (12/12/1993 Epic Records)
- Happy Go Lucky – (07/09/1994 Epic Records)
- Tokyo Deluxe – (21/01/1995 Epic Records)
- Watermelon – (28/04/1995 Epic Records)
- Jam – (21/07/1995 Epic Records)
- Rock Monster Strikes Back – (21/07/1996) (en collaboration avec le DJ Ken Ishii)
- Hurry Up!! – (21/04/1997 Epic Records)
- Ai ga Arukai? – (22/04/1998 Avex Trax)
- Dear My Sister – (08/07/1998 Avex Trax)
- Hinotama Jive – (12/05/1999 Avex Trax)
- Senjou ni Sasageru Melody – (17/11/1999 Avex Trax)
- Filmmakers Bleed ~Chojo Kessen~ – (21/06/2000 Cutting Edge)
- Mekureta Orange – (08/08/2001 Cutting Edge)
- Kanariya Naku Sora – (12/12/2001 Cutting Edge)
- Utsukushiku Moeru Mori – (14/02/2002 Cutting Edge)
- Ginga to Meiro – (05/02/2003 Cutting Edge)
- A Quick Drunkard – (04/06/2003 Cutting Edge)
- Sekai Chizu – (25/05/2004 Cutting Edge)
- Stroke of Fate – (08/07/2004 Cutting Edge)
- Saraba Tomoyo – (2004 Cutting Edge) (édition limitée vendue seulement à l'“Answer Tour Concert Venues”)
- Tsuioku no Lilac – (14/12/2005 Cutting Edge)
- Sapphire no Hoshi – (15/02/2006 Cutting Edge)
- Hoshifuru Yoruni – (10/05/2006 Cutting Edge)
- KinouKyouAshita – (07/10/2009 Cutting Edge)
- Ryusei to Ballade – (27/01/2010 Cutting Edge)
- Break Into the Light - Yskudoku no Boushi - / The Sharing Song  - Toriko no Theme - (Break Into the Light／The Sharing Song) – (16/03/2011 Cutting Edge)
- Senko – (04/12/2013 Cutting Edge)
- Nagare Yuku Sekai no Naka de – (12/03/2014 Cutting Edge)
- Wake Up! – (02/07/2014 Cutting Edge)
- Bakuon Love Song / Mekutta Orange – (29/07/2015 Cutting Edge)
- Uso wo Tsuku Kuchibiru – (09/12/2015 Cutting Edge)
- Michinaki Michi Hankotsu no – (22/06/2016 Cutting Edge)
- Sayonara Hotel – (07/09/2016 Cutting Edge)

### Sorties vinyles
- Tokyo Ska Paradise Orchestra 12" – (1989 Kokusai Records)
- Skapara's Intro – (1990 Epic Records)
- World Famous LP – (21/06/1991 Epic Records)
- World Famous Remix 12" – (28/10/1991 Epic Records)
- Just a Little Bit of Tokyo Ska Paradise Orchestra – (21/04/1994)
- Happening 12" – (1995 Epic Records)
- Fantasia – (1995 Epic Records) Promo 12" avec des morceaux de Fantasia
- Rock Monster Strikes Back 12" – (13/08/96 Epic Records) (en collaboration avec le DJ Ken Ishii)
- The Movin' Dub (On the Whole Red Satellites) 7" – (1998 Justa Record)
- Jon Lord 7" – (1998 Justa Record)
- One Night 12" – (1998 Justa Record)
- Ska Jerk 12" – (1998 Justa Record)
- Abracadabra 12" – (1998 Justa Record)
- Ring O' Fire 12" – (1998 Justa Record)
- Jazzie Speaks 12" – (1999 Justa Record)
- Theme of Lupin III Pt. I & II 12" – (2000 Justa Record)
- Skaravan 12" –  (2000 Justa Record)
- Full-Tension Beaters LP – (28/11/2000 Grover Records)
- Best(1989～1997) LP – (07/11/2002 Epic Records)
- Afro Art Remixes 12" – (12/2002 Afro Art Records)
- Downbeat Selector 7" Box Set – (2002 Cutting Edge) (les 4 singles issus de l'album “Stompin' on Down Beat Alley” en vinyle)
- High Numbers LP – (05/03/2003 Cutting Edge)

### DVD
- Ska Evangelists on the Run Tokyo Ska Paradise Orchestra 1998-1999 – (29/03/2000 Avex)
- Down Beat Selector – (04/09/2002 Cutting Edge)
- Down Beat Arena～Yokohama Arena – (07/07/2002 Cutting Edge)
- Europe Tour 2003 Road-Move DVD (Catch the Rainbow) (Europe Tour 2003 Catch the Rainbow) – (03/03/2004 Cutting Edge)
- Skapara at Cabaret  – (10/03/2004 Epic)
- Live Grand Prix ~We Thank You Gimura~ – (10/03/2004 Epic)
- 18540617 – (10/03/2004 Epic)
- 15th Anniversary Live Since Debut 2004.10.22 – (01/01/2005 Cutting Edge)
- Wild Peace Tour Final @ Saitama Super Arena (Wild Peace Tour Final) – (03/05/2007 Cutting Edge)
- Smile - A Film by Koichi Makino – (12/09/2007 Cutting Edge)
- and Tokyo Ska Goes on… – (10/03/2010 Cutting Edge)
- Tokyo Ska Paradise Kokugikan & Tokyo Ska Paradise Taiikukan Live – (12/12/2010 Cutting Edge)
- Discover Japan Tour: Live in Hachioji 2011.12.27 – (04/07/2012 Avex Trax) (existe en édition limitée avec un T-Shirt)
- 2012 Tour Walkin' Final@Second Gymnasium of Yoyogi National Stadium 2012.07.06 (2012 Tour Walkin' Final 2012.07.06) – (03/07/2013 Cutting Edge) (édition limitée de l'album “Diamond in Your Heart”)
- [Kanae ta Yume ni Hi o Tsuke te Moyasu Live in Kyoto 2016.4.14] & [Tokyo Ska Jamboree 2016.8.6] (LIVE IN KYOTO 2016.4.14」&) – (14/12/2016 Cutting Edge)

### VHS
- Skapara Video – (01/12/1991 Epic)
- Osamu's Amazing Songs – (25/03/1992 Epic)
- TOKYOSKA: Everytime We Say Goodbye – (08/08/1992 Epic)
- World Series from Tokyo Ska – (12/02/1992 Epic)
- Skapara at Cabaret – (12/12/1993 Epic)
- Live Fantasia – (21/04/1994 Epic)
- Video Fantasia – (21/04/1994 Epic)
- Live Grand Prix – (01/12/1995 Epic)
- 18540617 – (21/11/1997 Epic)
- Ska Evangelists on the Run: Tokyo Ska Paradise Orchestra 1998-1999 – (17/11/1999 Avex)

### Bandes originales
- Tokyo Deluxe Original Soundtrack – (1995)
- Incredible Crisis! Original Soundtrack – (1999)
- Sin Jinginaki Tatakai "Bousatsu" Original Soundtrack – (2003)
- Heroes (One Piece 3D Movie Soundtrack) – (16/03/2011 Cutting Edge)

### Compilations
- Gifted Winter Selection – (01/12/1993 Epic Records)
- Just a Little Bit of Tokyo Ska Paradise Orchestra (vinyle) – (21/04/1994)
- The Best Selection – (1996)
- Moods for Tokyo Ska: We Don't Know What Ska is – (21/11/1997 Epic Records)
- Justa Record Compilation – (23/07/1999 Avex Trax)
- Best (1989～1997) – (07/11/2002 Epic Records)
- Ska Me Crazy: The Best of Tokyo Ska Paradise Orchestra – (14/03/2005 Anagram Records)
- Tokyo Ska Paradise Orchestra: Best of Tokyo Ska 1998~2007 – (21/03/2007 Cutting Edge) (26 morceaux sélectionnés par Kinichi Motegi)
- The Last – (04/03/2015 Cutting Edge)
- Tokyo Ska Paradise Orchestra ~Seleção Brasileira~ – (07/09/2016 Cutting Edge)

### Collaborations
- Oka o Koete (avec Kyōko Koizumi – (1990 Victor Entertainment)
- Akira Bushi ~ Akira no Jiin to Paradise (avec Akira Kobayashi) – (1995)
- Watermelon (avec Yukihiro Takahashi – (28/04/1995 Epic Records)
- Beauty & Stupid (avec hide) – (1996)
- Decameron (avec Naoto Takenaka) – (1997)
- Spanish Hustle (avec Malawi Rocks) 12" – (2000 Justa Record)
- Mayonaka wa Junketsu E.P. (avec Shiina Ringo – (2001)
- Hazumu Rhythm E.P. (avec Puffy) – (2006)
- L-O-V-E (avec Rico Rodriguez) – (2006)
- Secret Code (avec KinKi Kids) – (2008)
- Gang on the Backstreet (avec Zeebra) – (2011)
- Olivia wo Kikinagara (avec Hanaregumi) – (2013)

### Autres projets

#### Tsuyoshi Kawakami and his Moodmakers
(Tsuyoshi Kawakami, Nargo, Ohmori Hajime)
- Tsuyoshi Kawakami & his Moodmakers (12/12/2001)
- Moodmaker's Mood – (06/08/2003)
- Floating Mood E.P. – (28/07/2004)
- Sparklin' Mood E.P. – (01/12/2004)
- Mood Inn E.P. – (14/09/2005)
- Singer's Limited - Golden Mood Hits! – (13/09/2006)
- Moodsteady – (27/10/2010)
- Members' Choice: Moody Instrumentals Top 10+1 – (03/08/2011)
- Moodholic ~Utakata no Hibi~ (Moodholic) – (29/05/2013)

#### Sembello
(Oki Yuichi)
- Sembellogy – (06/08/2003)
- The Second Album – (25/11/2004)
- Kairos – (07/06/2006)

#### Speed King
(TSPO + Fantastic Plastic Machine + Dr Ys + KMP + Ochichy)
- Speed King – (21/02/2000)

#### Losalios
(Takashi Kato)
- Sekaichizu-wa-Chinoato – (10/11/1999)
- Colorado Shit Dog – (01/05/2002)
- School of High Sense – (26/10/2002)
- The End of the Beauty – (03/09/2003)
- Yuurei Senchou ga Hanashite Ku – (25/05/2005)

#### Unkie
(Takashi Kato)
- The Price of Fame – (11/07/2007)
- Too Many Secrets – (22/10/2008)
- Devil's Ride – (16/09/2011)
- Forest Vamp – (08/05/2013)

#### Fishmans
(Kinichi Motegi)

#### Sfkuank
(Nargo, Kitahara Masahiko)
- Sfkuank!! – (14/12/2005)
- Stand Up Pleeeease!! – (18/10/2006)

#### Palillos Redondos
(Ohmori Hajime)
- Moshimo Watashi ga Kotori no Mure Nara E.P. – (04/05/2011)
- Many Many E.P. – (06/09/2011)
- Yuurei Tachi E.P. – (23/03/2012)

#### So Many Tears
(Kinichi Motegi, Takashi Kato)
- So Many Tears – (07/09/2011)
- Amazing Melodies E.P. – (11/04/2012)
- Love & Wander – (03/07/2013)
- Dokomade Ikuno Jikkyo Rokuon 145 Fun – 29/01/2014 (en collaboration avec Hanaregumi)

#### Oki Yuichi
- Hitsujisantowtashi – (14/01/2009)
- Gospel – (03/07/2013)